# Gulladamane, Tarikere
Gulladamane là một làng thuộc tehsil Tarikere, huyện Chikmagalur, bang Karnataka, Ấn Độ.